# Municipal District of Lesser Slave River No. 124
Der Municipal District of Lesser Slave River No. 124 ist einer der 63 „municipal districts“ in Alberta, Kanada. Der Verwaltungsbezirk liegt in der Region Nord-Alberta und gehört zur „Census Division 17“. Er wurde am 1. Januar 1969 durch die Zusammenlegung mehrerer anderer Verwaltungsbezirke eingerichtet (incorporated als „Improvement District No. 17“) und sein Verwaltungssitz befindet sich in Slave Lake. Seit der Gründung wurde der damals geschaffene Bezirk wieder in mehrere Verwaltungseinheiten aufgespaltet.
Der Verwaltungsbezirk ist für die kommunale Selbstverwaltung in den ländlichen Gebieten sowie den nicht rechtsfähigen Gemeinden, wie Dörfern und Weilern und ähnlichem, zuständig. Für die Verwaltung der Städte (City) und Kleinstädte (Town) in seinen Gebietsgrenzen ist er nicht zuständig.

## Lage
Der „Municipal District“ liegt östlich des Kleinen Sklavensees im nördlichen Zentrum der kanadischen Provinz Alberta. Neben dem namensgebenden Lesser Slave River wird der Bezirk in einer großen Schleife vom Athabasca River durchflossen. In Ost-West-Richtung führt der Alberta Highway 2 durch den Bezirk. In Nord-Süd-Richtung wird er durch den Alberta Highway 43 und den Alberta Highway 88 erschlossen. Außerdem existiert eine Eisenbahnstrecke der Canadian National Railway nach Edmonton.
Im Bezirk liegen mit dem Lesser Slave Lake Provincial Park, am Kleinen Sklavensee und dem Cross Lake Provincial Park, am Steele Lake, zwei der Provincial Parks in Alberta.
| Northern Sunrise County |                                             | Municipal District of Opportunity No. 17 |
| Big Lakes County        | Kompassrose, die auf Nachbargemeinden zeigt |                                          |
| Woodlands County        | Westlock County                             | Athabasca County                         |

## Bevölkerung
| Jahr | Erhebung          | Einwohner | Änderung | Fläche (km²) | Bev.-dichte (EW/km²) |
| ---- | ----------------- | --------- | -------- | ------------ | -------------------- |
| 2016 | Volkszählung 2016 | 2803      | - 4,3 %  | 10.074,39    | 0,3                  |
| 2011 | Volkszählung 2011 | 2929      | - 3,9 %  | 10.075,88    | 0,3                  |

## Gemeinden und Ortschaften
Folgende Gemeinden liegen innerhalb der Grenzen des Verwaltungsbezirks:
- Stadt (City): keine
- Kleinstadt (Town): Slave Lake
- Dorf (Village): keine
- Weiler (Hamlet): Canyon Creek, Chisholm, Flatbush, Marten Beach, Smith, Wagner, Widewater

Außerdem bestehen noch weitere, noch kleinere Ansiedlungen und zahlreiche Einzelgehöfte.